# السعيد الخيز
السعيد الخيز (1980-) هو كاتب مغربي، ولد في مدينة تارودانت المغربية، حصل على بكالوريا آداب عصرية سنة 1999، وعلى دبلوم مركز تكوين المعلمين سنة 2001، وعلى إجازة في الدراسات العربية سنة 2014، حصل على الجائزة الوطنية الكبرى للمبدعين الشباب بالمغرب في 2005 عن روايته سجين الهوامش، التي طُبعت في 2008، وعمل صحفيا بجريدة ملفات الوطنية، شارك في تأسيس مجلة أوراق ثقافية المتخصصة في الأدب والنقد برفقة الكاتبة فاطمة الزهراء الرياض والشاعر يونس لهديدي في 2012. 
رُشحت روايته «نوستالجيا الحب والدمار» للجائزة العالمية للرواية العربية (جائزة البوكر) في 2015،  وفازت روايته «ابن الصلصال» في المركز الثالث في جائزة الطيب صالح للإبداع الكتابي في السودان في دورتها العاشرة في 2020.

## مؤلفات
صدرت له عدة أعمال أدبية منها:
- «نوستالجيا الحب والدمار: رواية»، دار كيان للنشر والتوزيع، مصر، 2015. [5]
- «قطف الجمر: رواية»، دار كيان للنّشر والتوزيع، مصر، 2017. [6]
- «سجين الهوامش أو مدينة الكتاب الموتى رواية»، 2008. [7]
- «ابن الصلصال»، رواية.[8]

## جوائز
- جائزة المبدعين الشباب عن وزارة الشباب صنف الرواية، 2005.
- الجائزة الثانية للإبداع الأدبي في القناة الثانية المغربية صنف الرواية 2007.
- المركز الثالث في جائزة الطيب صالح للإبداع الكتابي في السودان في دورتها العاشرة في 2020، عن عمل رواية ابن الصلصال.
- شهادات تقديرية من نيابة وزارة التربية الوطنية بتارودانت 2001 ومن جريدة ملفات 2007، ومن مجموعة آفاق المغرب، ومن مؤسسة الأعمال الاجتماعية للتعليم بتارودانت، ومن جمعية حركة الطفولة الشعبية فرع تارودانت.

## وصلات خارجية
- قراءة في رواية “قطف الجمر” للروائيّ المغربيّ السًّعيد الخيز